# Theuderik II
Theuderik II (587 - 613) was koning van Bourgondië (595-613) en Austrasië (612-613).
Hij was een zoon van Childebert II bij zijn koningin Faileuba en werd na overlijden van zijn vader in 595 koning van Bourgondië met Orléans als hoofdstad. Hij zou later zijn grootmoeder Brunhilde in zijn rijk opnemen, waarna ze een belangrijke rol op zich nam aan zijn hof. Hij sloot met zijn (half-)broer Theudebert II een verbond tegen de jonge Chlotharius II: ze lieten hem met zijn moeder Fredegonde nog een mini-koninkrijkje besturen tussen Seine en Oise. In 601 werd zijn zoon Sigebert II bij een bijslaap geboren. Datzelfde jaar zou hij ook samen met zijn (half-)broer een veldtocht leiden tegen Gascogne en een zekere Genialis aanstellen als hertog van Gascogne. In die tijd was het ook de later hofmeier Warnachar II als vertrouweling aan zijn hof verbleef. In 603 werd een andere zoon bij een bijslaap (mogelijk dezelfde vrouw) geboren, genaamd Childebert. Hij riep rond die tijd (603) ook een synode bijeen te Chalon-sur-Saône en had de Frank Bertoald als hofmeier. In 604 werd een derde zoon bij een bijslaap geboren, genaamd Corbus. Op aanstoken van zijn grootmoeder Brunhilde, die haar minnaar Protadius - die van Romeinse afkomst was - Bertoalds positie wenste te schenken, stuurde hij Bertoald op een missie, die zou eindigen in een veldslag bij Étampes (604) met Merovech, zoon van Chlotharius II, en diens hofmeier Landericus, waarin Bertoald zou sneuvelen. Daarop werd Protadius aangesteld als hofmeier.
Brunhilde en Protadius spoorden Theuderik om op te trekken tegen zijn halfbroer Theudebert, maar zijn volgelingen (leudes) wensten hem te overtuigen vrede te sluiten met Theudebert. Omdat Protadius zich als enige hiertegen verzette, werd hij door een groep onder leiding van Uncelenus vermoord en Theuderik, door deze gebeurtenis zo van slag geraakt, sloot vrede met Theudebert. Daarop (606) werd een zekere Claudius aangesteld als hofmeier. Het jaar daarop (607) liet hij echter Uncelenus op aanstoken van Brunhilde de voeten afhakken en zijn goederen ontnemen en de patriciër Wolf, die was betrokken geweest in de moord op Protadius, werd gedood. In 607 werd tevens een zoon bij een bijslaap geboren, genaamd Merovech, die Chlotharius II als dooppeter had. Datzelfde jaar zond hij een delegatie naar de Visigotische koning Witterik om naar de hand van diens dochter Ermenberga te vragen. Nadat de gezanten hadden beloofd dat Theuderik haar nooit van haar troon zou onthouden, stemde Witterik in met het huwelijk, maar door de intriges van Brunhilde zou Theuderik nooit het echtelijke bed delen met zijn vrouw en haar een jaar later - ontdaan van haar bruidsschat - naar haar vader terugsturen. Woedend om deze vernedering van zijn dochter stuurde koning Witterik gezanten naar koning Chlotharius II, die het gezantschap samen met zijn eigen gezanten naar koning Theudebert zond, die op zijn beurt deze gezantschappen samen met zijn eigen gezanten naar koning Agilulf van de Longobarden, en deze vier koningen kwamen overeen om Theuderik langs vier kanten aan te vallen. Maar het hele project draaide op niets uit.
Datzelfde jaar nog liet Theuderik op aansporen van Brunhilde en Aridius, de bisschop van Lyon, de heilige Desiderius van Vienne stenigen.
Hij versloeg en doodde Theudebert II en zijn kinderen in 612. Zo zag Theuderik II een mooie kans om de alleenheerschappij te grijpen over gans Gallië. Met zijn leger trok hij op om Chlotarius II te verslaan, maar onderweg, in Metz, kreeg hij dysenterie en overleed een jaar na zijn broer.

## Voorouders
| Voorouders van Theuderik II | Voorouders van Theuderik II                | Voorouders van Theuderik II                | Voorouders van Theuderik II                | Voorouders van Theuderik II                | Voorouders van Theuderik II            | Voorouders van Theuderik II            | Voorouders van Theuderik II            | Voorouders van Theuderik II            |
| --------------------------- | ------------------------------------------ | ------------------------------------------ | ------------------------------------------ | ------------------------------------------ | -------------------------------------- | -------------------------------------- | -------------------------------------- | -------------------------------------- |
| Overgrootouders             | Chlotarius I (497-561) ∞ Ingund (499-)     | Chlotarius I (497-561) ∞ Ingund (499-)     | Athanagild (-567) ∞ Goiswintha (530-589)   | Athanagild (-567) ∞ Goiswintha (530-589)   | ? (–) ∞ ? (-)                          | ? (–) ∞ ? (-)                          | ?(–) ∞ ? (-)                           | ?(–) ∞ ? (-)                           |
| Grootouders                 | Sigebert I (535-575) ∞ Brunhilde (534-613) | Sigebert I (535-575) ∞ Brunhilde (534-613) | Sigebert I (535-575) ∞ Brunhilde (534-613) | Sigebert I (535-575) ∞ Brunhilde (534-613) | ?(–) ∞ ? (-)                           | ?(–) ∞ ? (-)                           | ?(–) ∞ ? (-)                           | ?(–) ∞ ? (-)                           |
| Ouders                      | Childebert II (570-596) ∞ Faileuba (-)     | Childebert II (570-596) ∞ Faileuba (-)     | Childebert II (570-596) ∞ Faileuba (-)     | Childebert II (570-596) ∞ Faileuba (-)     | Childebert II (570-596) ∞ Faileuba (-) | Childebert II (570-596) ∞ Faileuba (-) | Childebert II (570-596) ∞ Faileuba (-) | Childebert II (570-596) ∞ Faileuba (-) |
| Theuderik II (587-613)      |                                            |                                            |                                            |                                            |                                        |                                        |                                        |                                        |